# 에어헤드 (영화)
《에어헤드》는 1994년 Rich Wilkes가 쓰고 Michael Lehmann이 메가폰을 잡은 미국의 코미디 영화이다. 주연으로는 브렌든 프레이저, 스티브 부세미, 애덤 샌들러가 출연한다. 이들은 자신들의 데모 테이프를 연주하기 위해 라디오 방송국을 하이재킹하는 무명의 가상밴드 The Lone Rangers 멤버들 역이다. 조연으로는 조 만테냐, 마이클 매킨, 어니 허드슨, 저드 넬슨, 데이비드 아켓과 마이클 리처즈가 출연한다.

## 줄거리
채즈와, 렉스, 그리고 핍은 로스 엔젤레스에서 무명 메탈 밴드 'The Lone Rangers'를 하고 있다. 채즈의 여자친구 케일라는 채즈의 게으름에 꾸중한 후 그를 내쫓는다. 그들은 지역 록 방송국 KPPX에 들어가 자신들의 데모 테이프를 방송하려 하고 , 뒷문으로 들어가려 시도한다. 몇 번에 시도 끝에 한 임직원이 흡연하려 밖에 나오고 그 기회를 노려 방송국에 침입한다.
들어가자, DJ 이안 "The Shark"가 그들과 이야기하기 시작한다. 방송국 관리자인 마일로가 그들을 엿듣고 개입하나 이안은 방송을 계속한다. 마일로가 렉스를 "할리우드 대로의 쓰레기나 될 놈" 식으로 비하하자 그와 채즈는 진짜처럼 보이는 물총을 꺼내들고 데모테이프의 방송을 요구한다. 데모테이프를 위해 오래된 녹음기를 꺼냈으나 테이프가 파괴되고 만다. The Lone Rangers는 도망치려 하나 방송국의 회계사 Doug Beech가 이미 경찰에게 전화를 한 상태였고 방송국은 포위된 지 오래였다.
그들은 경찰과 협상을 진행하고, 경찰은 나머지 하나의 데모 테이프를 가진 케일라, -채즈의 여친- 을 찾기 시작한다. 그 와중에도 방송국은 방송을 중단하지 않았기 때문에, 많은 하드록/메탈 팬들이 라디오 방송국 밖에 경찰과 대치하며 등장한다. 스왓 팀도 도착하는데 , 이는 경찰 측 관계자(리더)가 협상보다는 무력을 행사하는 것을 선호해서이다.  스왓 팀이 환풍구에 숨어 있던 회계사 Beech에게 몰래 지붕 위로 총을 넘겨주게 되고, 위기가 이어지던 중 마일로가 KPPX의 음악 포맷을 락에서 어덜트 컨템포러리 -보다 대중적인 소프트 락- 에 바꾸는 계약(이안과 다른 피고용인마저 해고될 계약이었다)에 사인했다는 것이 밝혀지게 된다.  이로 인해 이안과 몇몇 피고용인들이 마일로에게 등을 돌린 채 밴드에 합류한다.
경찰이 케일라를 찾고 테이프를 방송국에 가져다주나 이미 테이프는 손상된 지 오래였다. 채즈와 케일라는 심하게 다투다 테이프를 방송할 방법마저 -기계를 손상시킨 것이다!-  없애게 된다.
지미 윙 - 레코드 프로덕션 관계자가 채즈와 렉스, 핍에게 스테이지를 제공하고 (포로들은 풀려난다.) 순조롭게 진행되는 듯 하였으나 밴드 멤버들이 '립싱크'를 해야 한다는 사실을 깨닿고 이를 거부하고 결국 음악을 틀어놓은 가운데 관중으로 돌진하거나,  기타를 내버리는 듯 퍼포먼스를 시작한다.
The Lone Rangers는 다음 씬에서 교도소에서 공연하는 모습을 보인다. 이 교도소 공연은 나중에 Live In Prison이라는 스테이지 앨범으로 발매되었다고 하고, 이후에 트리플 플래티넘을 달성한다.

## 캐스트
- 브렌든 프레이저 - 채즈 다비/체스터 오길비 (The Lone Rangers의 리드 보컬/기타)
- 스티브 부세미 - 렉스 (The Lone Rangers의 베이스)
- 아담 샌들러 - 핍 (The Lone Rangers의 드러머)
- 조 만테냐 - '더 샤크' 이안
- 마이클 매킨 - 밀로 잭슨
- 크리스 팔리 - 윌슨
- 어니 허드슨 - Sgt. 오'말리
- 저드 넬슨 - 지미 윙
- Amy Locane - 케일라
- Nina Siemaszko - 수지
- 마셜 벨 - 칼 메이스
- 레지 E. 케이시 - 마르커스
- 데이비드 아켓 - 카터
- 마이클 리처즈 - 도그 비치
- Michelle Hurst - 이본
- 해럴드 레이미스 - 크리스 무어
- Allen Convert - 사무엘
- 롭 좀비 - 롬 좀비 본인
- Kurt Loder - 본인

## 카메오
- 밴드  Galactic Cowboys가 "The Sons of Thunder"이라는 이름으로 영화에서 공연한다.  영화를 위해 작곡된 곡, "Don't Hate Me Because I'm Beautiful"은  사운드 트랙에서 생략되었고 현재 찾을 수 없다. 심지어 해당 밴드도 복사본을 지니고 있지 않다.[출처 필요]
- 마이크 저지가 라디오 송신국에 전화를 거는 Beavis와 Butt-head의 목소리로 출연한다.
- White Zombie는 크리스 팔리가 에이미를 찾는 씬에서, "Feed The Gods" 노래를 바에서 연주하고 있다.
- 레미 킬미스터는 그의 학교 잡지 에디터로 출연하는데,  라디오 방송국 밖의 인파 속에서 간간히 볼 수 있다.

## 사운드트랙
| 전문가 평가 | 전문가 평가 |
| 평가 점수   | 평가 점수   |
| 출처        | 점수        |
| ----------- | ----------- |
| Allmusic    | [ 1 ]       |

White Zombie의 신곡, Primus와 Motorhead의 재녹음 곡을 피쳐링하는 사운드트랙은 빌보드 200 차트에 올라 157위를 기록했다.
사운드 트랙에 포함되지 않으나 재생된 노래 목록 :
- Dim Stars - "Baby Huey (Do You Wanna Dance)"
- House of Pain - "Shamrocks and Shenanigans (Boom Shalock Lock Boom) [Butch Vig Mix]"
- 리플레이스먼츠 - "Unsatisfied"
- 프라이멀 스크림 - "Rocks"
- 에어로스미스 -"Janie's Got a Gun"
- David Byrne - "Wheezing"
- Sons of Thunder- "Don't Hate Me Because I'm Beautiful" (Galactic Cowboys에 의해 연주됨)

### "Degenerated"
영화에서 The Lone Rangers가 연주한 곡으로, 실제로는 하드코어 펑크 밴드 Reagan Youth의 곡이다. 영화에 수록된 버전은 White Zombie의 Jay Yuenger와 브렌든 프레이져를 보컬 피쳐링하고 있으며 Yuenger와 Bryan Carlstom이 이를 프로듀싱했다.

## Box office and reception
10위로 상영을 시작했고, 첫 주에 190만 달러를 벌여들었다. 에어헤드는 평론가들에게 부정적인 평가를 받았고 로튼 토마토에서 33개의 리뷰를 기반으로 "로튼"에 21%를 받았다. 이 영화는 팬클럽을 얻었다.